# سنوات الكلاب (رواية)
رواية سنوات الكلاب"Les Années de chien" (بالألمانية: Hundejahre) هي من تأليف الكاتب الألماني غونتر غراس، وقد نُشرت لأول مرة سنة 1963. تُرجمَت إلى اللغة الفرنسية بواسطة جان أملسر بعد عامين، وصدرَت عن دار Points-Seuil للنشر.هذه الرواية تُعتبر الجزء الأخير من ثلاثية دانتسيغ الشهيرة، والتي تضم أيضًا روايتي "الطبل الصفيح" (Le Tambour) و"القط والفأر" (Le Chat et la Souris)."
بعد روايتيه "الطبل الصفيح" و"القط والفأر"، يعود غونتر غراس في "سنوات الكلاب" لاستكشاف النازية المظلمة ، متأمّلًا وحشية التاريخ وتفاهة الشر، وذلك عبر أسلوب روائي بيكاريسكي الرواية المغامراتية والسرد الملحمي. يظل غراس وفياً لأسلوبه البلاغي المفعم بالفكاهة الساخرة والسخرية المرة، ويمزج بين عدة أصوات سردية تتداخل بطريقة معقدة.. وكما في أعماله السابقة، فإنه يُسقط الحواجز بين الخيال والواقع، بين اليومي والهلاوسي، لخلق عالم أدبي تتعايش فيه الرؤى والهواجس والحقائق القاسية بتناغم غرائبي..

## ملخص
تروي هذه الرواية قصة طفلين، إدي الذي فقد والده خلال الحرب العالمية الثانية، وفالتر، ابن الطبقة البرجوازية، والذي لا يزال والداه على قيد الحياة. تنشأ صداقة بين الطفلين رغم اختلافاتهما.

## روابط خارجية
- سنوات الكلاب على Évène.fr

قالب:Palette